# Fachkraft für Schutz und Sicherheit
Fachkraft für Schutz und Sicherheit ist seit September 2002 in Deutschland ein staatlich anerkannter Ausbildungsberuf nach dem Berufsbildungsgesetz (BBiG). Die Ausbildung dauert drei Jahre und erfolgt im dualen Berufsausbildungssystem. Die schulische Ausbildung erfolgt in 20 Landesfachklassen in Deutschland in der Regel im Blockunterricht. Des Weiteren besteht die Möglichkeit, eine  zweijährige Umschulung mit gleichwertigem Inhalt zu besuchen.
Die Ausbildung enthält im Blockunterricht an den Berufsschulen 880 Unterrichtseinheiten, die Umschulung in den zwei Jahren enthält einen theoretischen Unterricht von 2160 Unterrichtseinheiten im Lernfeldkonzept.
Aufgabe der Fachkräfte ist es in erster Linie als Sicherheitsdienst den Schutz privatrechtlicher Güter wie Objekte, Werte und Anlagen, insbesondere durch präventive Maßnahmen und soweit erforderlich durch Gefahrenabwehr sicherzustellen. Auch Personen können hierbei gesichert werden. Im Rahmen einer Public-Private-Partnership können in begrenztem Umfang und zeitlich, sowie auf die Tätigkeit bezogen begrenzt, auch (vorübergehende) Rechte übertragen werden, die an sich nur von Staatsdienern, beispielsweise Polizisten, ausgeübt werden.
Bei ihrer Dienstausübung stehen den Fachkräften für Schutz und Sicherheit, wie anderen Sicherheitsmitarbeitern von Sicherheitsunternehmen und jedem anderen Bürger auch, ausschließlich die sogenannten „Jedermannrechte“ zu. Hoheitliche Aufgaben können nur nach entsprechender Beleihung (etwa im Rahmen der Fluggastkontrolle oder im Rahmen kommunaler Ordnungsdienste) durchgeführt werden.
Das Berufsbild wurde im Jahr 2008 im Zusammenhang mit der Einführung eines zweijährigen Ausbildungsberufes „Servicekraft für Schutz und Sicherheit“ überarbeitet.

## Berufsbild
Fachkräfte für Schutz und Sicherheit arbeiten in privaten Sicherheitsdiensten oder im öffentlichen Dienst. Dort übernehmen sie Aufgaben, wie Personen-, Werk- oder Objektschutz. Darüber hinaus können sie in Notruf- und Serviceleitstellen arbeiten und im Revier- und Streifendienst eingesetzt werden. Sie werden häufig in Führungspositionen eingesetzt und übernehmen die Koordination und Einsatzplanung von Sicherheitskräften im Einsatzfall sowie in der Vorplanung.
Sie planen und führen Maßnahmen der Sicherung und präventiven Gefahrenabwehr durch, beurteilen Gefährdungspotentiale und leiten Sicherheitsmaßnahmen ein.
Sie kennen Wirkungsweise und Gefährdungspotenzial von Waffen. Schutz- und Sicherheitstechnik kontrollieren sie und leiten bei Mängeln Maßnahmen ein.
Fachkräfte für Schutz und Sicherheit überprüfen die Einhaltung objektbezogener Schutz- und Sicherheitsvorschriften, z. B. Arbeitssicherheit, Brandschutz, Umweltschutz und Einhaltung des BDSG sowie der DSGVO.
Sie kennen die entsprechenden gesetzlichen Regelungen und setzen diese um.

## Ausbildungsschwerpunkte
Schwerpunkte der Ausbildung sind:
- Schutz und Sicherheit
  - Sicherheitskonzepte
  - Sicherheitstechnische Einrichtungen und Hilfsmittel
  - Maßnahmen der Ersten Hilfe
  - Ermittlung, Aufklärung und Dokumentation
  - Präventive Gefahrenabwehr

- Recht
  - Rechtsgrundlagen
  - Öffentliches Recht (StGB, GG, StPO, ZPO, WaffG)
  - Privates Recht (BGB, HGB, SGB)
  - Brandschutzvorschriften
  - Unfallverhütungsvorschriften
  - Arbeitsschutzgesetz

- Betriebswirtschaft
  - Leistungen von Sicherheitsdiensten
  - Geschäftsprozesse steuern
  - Kalkulation von Sicherheitsdienstleistungen
  - Personalkalkulation
  - Betriebliche Kosten- und Leistungsrechnung
  - Qualitätsmanagement

- Zusammenarbeit im Betrieb
  - Kommunikation und Kooperation
  - Situationsgerechtes Verhalten und Handeln
  - Planung und Umsetzung von präventiven Sicherungsmaßnahmen

## Perspektiven
- Betriebsleitung
- Bereichsleitung
- Einsatzleitung
- Objektleitung
- Schichtleitung

Eine Fachkraft für Schutz und Sicherheit kann ein Jahr nach der Abschlussprüfung (d. h. 1 Jahr Berufspraxis) die Prüfung zum Meister für Schutz und Sicherheit ablegen. Aufgrund der kaufmännischen Ausbildung, ist auch die Weiterbildung zum Fachwirt in verschiedenen Richtungen möglich.
Weitere Fortbildungsmöglichkeiten sind durch verschiedene Studienangebote der Fachschulen, Fachhochschulen und Universitäten gegeben. Studiengänge wie Sicherheitsfachwirt, IT-Sicherheitsmanagement, Sicherheitsmanagement, Sicherheitsingenieur, Sicherheitstechnik werden angeboten.